# Julcán (provincie)
Julcán is een provincie in de regio La Libertad in Peru. De provincie heeft een oppervlakte van 1.101 km² en telt 31.090 inwoners (2015). De hoofdplaats van de provincie is het district Julcán.

## Bestuurlijke indeling
De provincie Julcán is verdeeld in vier districten, UBIGEO tussen haakjes:
- (130502) Calamarca
- (130503) Carabamba
- (130504) Huaso
- (130501) Julcán, hoofdplaats van de provincie

Ascope · Bolívar · Chepén · Gran Chimú · Julcán · Otuzco · Pacasmayo · Patáz · Sánchez Carrión · Santiago de Chuco · Trujillo · Virú